# Trojan skinhead

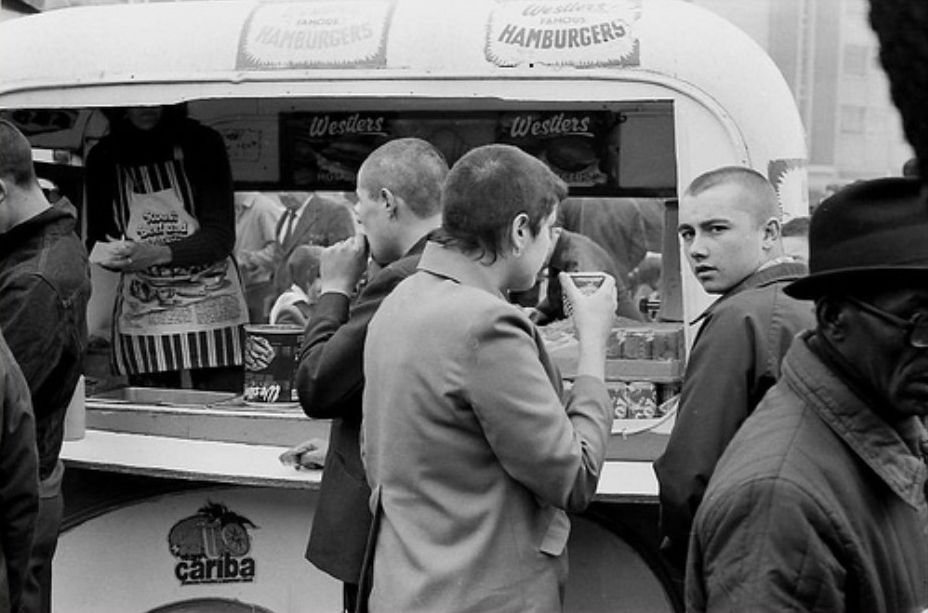
Trojan skinhead e rude boy fanno la fila davanti ad una friggitoria a Londra nel 1981

Trojan skinhead, skinhead original, traditional skinhead o trad è un termine che viene utilizzato per indicare un individuo che si identifica con la subcultura originale dello skinhead, nata verso la seconda metà degli anni sessanta, quando la musica ska era molto più popolare nel Regno Unito, e curava molto l'abbigliamento e lo stile. Sono quindi considerati come la prima forma di skinhead, ma possono essere indicati anche come quegli individui che riprendono questa cultura anche ai giorni nostri.
Si dichiarano estranei alle derive politiche di qualunque genere che la loro subcultura ha subito a partire dagli anni ottanta; gli skinhead che in questo periodo cominciarono a definirsi original, cercarono di rivitalizzare il loro legame con la tradizione del decennio precedente (abbigliamento, generi musicali e in generale, lo stile di vita). Si definiscono membri della classe operaia, fieri della propria nazione, della propria città, amanti del calcio, della birra e dei concerti.
Trojan skinhead e hard mod possono essere considerati sinonimi, dal momento che i primi skinhead in realtà erano hard mod.

## Storia

### Origini
Il movimento venne ribattezzato in questo modo solo dopo lo sviluppo di altre evoluzioni della subcultura, il nome venne tratto dall'etichetta discografica britannica Trojan Records, poiché questa era ed è un'etichetta di riferimento per il genere principale ascoltato dai primi skinhead come ska, rocksteady, reggae, R&B, soul e musica nera in genere. Questi skinhead riconoscono l'influenza delle sottoculture dei rude boy e dei mod appartenenti alla classe operaia, ovvero gli hard mod.

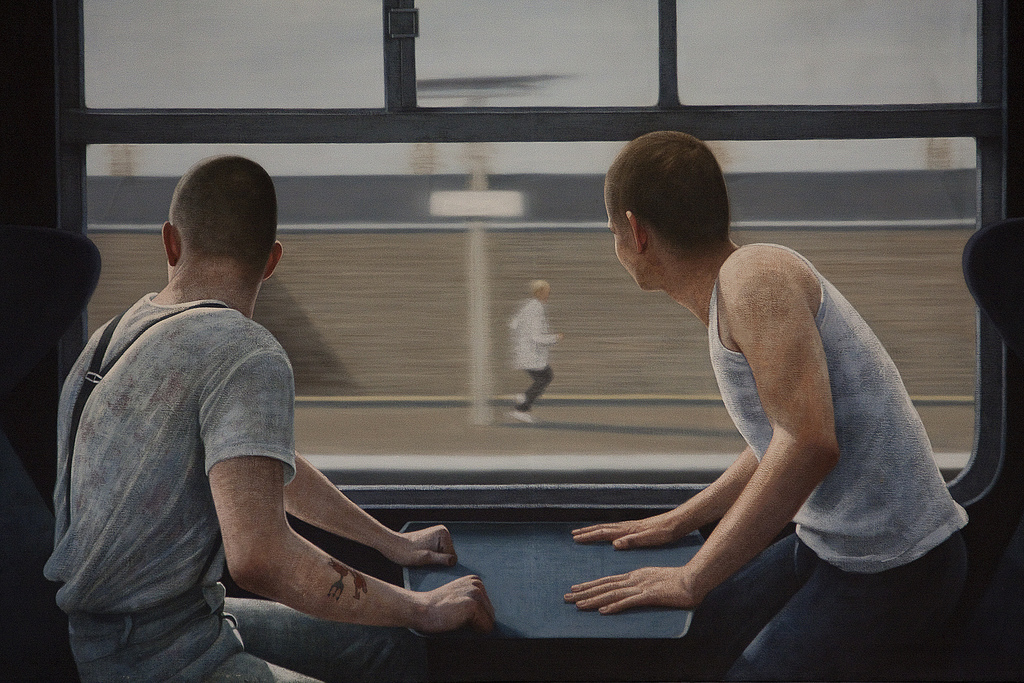
Due skinhead ritratti su un treno

Oltre allo ska, sono spesso appassionati di reggae, rocksteady e soul. A causa della loro passione per la cultura e musica giamaicana o nera in genere, tendono ad essere antirazzisti, in opposizione al movimento neonazista degli skin88, nato solo successivamente, verso la fine degli anni settanta.
Il movimento negli anni sessanta, prima identificato come "hard mod", dopo esser stato soprannominato in diversi modi come "nohead", "baldhead", "crophead", "egghead", "peanut", venne riconosciuto ufficialmente e definitivamente come skinhead verso la fine degli anni sessanta, più precisamente nel 1969. Questa data ispirò il celebre motto tutt'oggi usato tra gli skinhead original, ovvero Spirit of '69.

### La nascita del punk e abbandono delle origini
Durante la prima metà degli anni settanta, il primo movimento skinhead era in declino. È con la nascita del punk rock delle origini ed il declino della musica giamaicana che gli skinhead torneranno a nuova vita, riportando però in auge un culto diverso da quello originario: ora la nuova musica eletta è l'Oi!, una forma più proletaria e classista di punk rock. Mentre l'abbigliamento estremizza quelli che erano i tratti caratteristici dello skinhead "operaio": scarponi, bretelle, camicie a scacchi, bomber, capelli rasati a zero e jeans.

### Scontro con la politica
Soprattutto l'introduzione della politica nel movimento skin, fu un ulteriore elemento che sembrava minacciare la subcultura originale. Verso la fine anni settanta, partiti dell'estrema destra britannica, come il National Front ed il British National Party, cominciano a fare opera di propaganda ai concerti Oi! della capitale e nel circuito degli hooligan, segnando così l'irruzione della politica nel mondo skinhead. Gli skin, già ripetutamente attaccati dalla stampa per atti di violenza verificatisi nella prima fase del movimento (come il Paki Bashing, aggressione ad immigrati pakistani), verranno presto identificati nella loro totalità con gli appartenenti a partiti e movimenti esplicitamente nazisti, creando così un clima di panico morale attorno ai ragazzi dalla testa rasata.
In contrasto agli skinhead neonazisti, detti skin88, si svilupparono organizzazioni esplicitamente anarchiche o comuniste come la RASH, o organizzazioni antirazziste e apolitiche come la SHARP.
La "rinascita" dello skin durante gli ultimi anni settanta e primi anni ottanta del XX secolo portò anche allo sviluppo di subculture strettamente collegate e direttamente derivanti da essa, come gli herbert, gli scooter boy o i gay skinhead.
Generalmente, l'immagine degli skinhead, era ormai "sporcata" dalla politica, che, se non risultava unicamente di estrema destra, era comunque riferita ad una politica estremista in genere, come anarchica o comunista, era quindi un movimento ormai identificato come un "movimento politico" per la maggior parte estremista, ovvero l'esatto opposto di quello che rappresentava il primo movimento.
Il movimento aveva quasi perso le vecchie radici, se non per l'eccezione di qualche individuo che cercò di riproporre la subcultura originale, senza una qualche influenza politica.

### Ripresa della cultura "Original"
Durante gli anni ottanta, alcuni skinhead tentarono di ritornare alle vecchie origini del movimento, influenzate dalla cultura dei mod e quella giamaicana dei rude boy, e per niente influenzate dalla politica, in contrapposizione alle nuove generazioni di skinhead che avevano ormai abbandonato le radici degli anni sessanta e sostenendo la più recente musica punk, proclamandosi spesso attivisti politici. Quindi il termine Trojan skinhead può essere attribuito anche a quegli individui che riproposero la cultura originale successivamente, e non solo al movimento originale degli anni sessanta.
Fu proprio a causa di questi avvenimenti, che nacque a New York attorno ai metà anni Ottanta, l'organizzazione della SHARP (Skinhead against racial prejudice), con l'intento di ripristinare le vecchie origini, identificandosi come apolitica, e raggruppando gli skinhead di diverse idee politiche, ma esclusivamente antirazzisti, contrastando il razzismo e gli Skinhead neonazisti. L'organizzazione fu successivamente esportata anche in Europa grazie a Roddy Moreno, leader della Oi! band dei The Oppressed.
Questa organizzazione scelse di identificarsi col logo dell'elmo troiano, lo stesso che apparteneva all'etichetta discografica Trojan Records (l'etichetta britannica di musica nera che caratterizzò il primo movimento skinhead non politicizzato), volendo così simboleggiare il legame tra l'organizzazione e le vecchie origini apolitiche e antirazziste degli anni sessanta e parte dei settanta. Anche per questo motivo, questi Skinhead decisero di ribattezzarsi "Trojan".

#### Spirit of '69
La frase Spirit of '69 (cioè "Spirito del '69") viene utilizzata dai trojan skinheads per commemorare ciò che identificano con l'originale cultura skinhead degli anni sessanta. La frase divenne popolare grazie ad un gruppo di skinhead scozzesi, i Glasgow Spy Kids; l'uso di questa nel titolo di un libro di storia, Spirit of 69: A Skinhead Bible, portò alla sua diffusione in tutto il mondo. Il libro era stato pubblicato nei primi anni novanta dallo scrittore skinhead George Marshall. Nel suo libro, Marshall spiega le origini e la diffusione del movimento skinhead, illustrando elementi quali la musica, il look e la politica, nel tentativo di negare varie percezioni popolari degli skinhead (prima fra tutte il razzismo).

## Abbigliamento
L'abbigliamento è solitamente nello stile tipico dello skinhead degli anni sessanta, che comprende articoli come camicie a scacchi Ben Sherman, polo Fred Perry, bretelle, jeans attillati (come gli Sta-prest), giubbotti harrington e maglioni Lonsdale. Il taglio è generalmente fra la misura 2 e 4 della macchinetta per capelli (corto, ma mai a pelle), contrariamente agli skinhead degli anni ottanta influenzati dal punk/Oi!, i quali adottano un taglio più corto o rasato.